# Rizasee-Schneeglöckchen
Das Rizasee-Schneeglöckchen (Galanthus rizehensis) ist eine Pflanzenart aus der Gattung der Schneeglöckchen (Galanthus) in der Familie der Amaryllisgewächse (Amaryllidaceae). Es ist benannt nach seinem ersten Fundort im Hinterland der türkischen Schwarzmeerstadt Rize. Der Name Rizasee-Schneeglöckchen ist wahrscheinlich auf eine Namensverwechslung mit dem Riza-See in Abchasien zurückzuführen, zumal die Art auch dort heimisch ist. Sie wurde zuerst von Stern beschrieben.

## Merkmale
Das Rizasee-Schneeglöckchen ist eine ausdauernde krautige Pflanze, die Wuchshöhen von 8 bis 12 Zentimeter erreicht. Dieser Geophyt bildet eine Zwiebel als Überdauerungsorgan aus, die eiförmig ist und 1,8 bis 3 × 0,6 bis 1,5 Zentimeter misst. Die einfachen Laubblätter sind gewöhnlich mattgrün und haben einen blassen Mittelstreifen, zur Blütezeit sind sie meist 6,5 bis 13 (4 bis 16) × meist 0,4 bis 0,8 (0,3 bis 1) Zentimeter groß, später 33,5 × 1,4 Zentimeter. Der Fleck am Ende der inneren Blütenhüllblätter ist meist u-förmig.
Die Blütezeit reicht von Januar bis März, zum Teil bis April.
Die Chromosomenzahl beträgt 2n = 26.

## Vorkommen
Das Rizasee-Schneeglöckchen kommt an der Schwarzmeerküste in der Nordost-Türkei, in Adscharien und in Sotschi in Falllaub-Mischwäldern, Buschwäldern, Lichtungen und auf moorigen Felsen in Höhenlagen von 25 bis 1200 Meter vor.

## Nutzung
Das Rizasee-Schneeglöckchen wird vermutlich zerstreut als Zierpflanze in Gehölzgruppen und schattigen Rabatten genutzt. Es ist seit spätestens 1934 in Kultur.

## Synonyme
Synonyme sind Galanthus latifolius var. rizehensis Stern et Gilmour, Galanthus glaucescens A.P.Khokhr., Galanthus cilicus auct. non Baker.

## Belege
- Eckehart J. Jäger, Friedrich Ebel, Peter Hanelt, Gerd K. Müller (Hrsg.): Rothmaler Exkursionsflora von Deutschland. Band 5: Krautige Zier- und Nutzpflanzen. Spektrum Akademischer Verlag, Berlin Heidelberg 2008, ISBN 978-3-8274-0918-8.